# Pierre Atcho
Pierre Ghislain Atcho (* 10. Oktober 1992) ist ein gabunischer Fußballschiedsrichter. Seit 2018 steht er als dieser auf der FIFA-Schiedsrichterliste.

## Karriere

### Klubmannschaften
Ab wann er in seiner nationalen Liga Spiele leitete, ist nicht bekannt. Auf internationaler Ebene leitete er dann auch ein Gruppenspiel des CAF Confederation Cup 2020. Auch in der CAF Champions League, hatte er ab der Saison 2021 dann erste Einsätze. Sein bisher größtes Spiel war der CAF Super Cup 2023 zwischen El Ahly und USM Algier. Im Oktober 2023 leitete er zudem eines der Viertelfinalspiele der neuen African Football League.

### Nationalmannschaften
Erste bekannte Einsätze bei Spielen von Nationalmannschaften bekam er im April 2019 beim U17-Afrika-Cup 2019 und später auch im November des Jahres beim U23-Afrika-Cup 2019. Auch leitete er am 10. September 2019 dann sein erstes bekanntes A-Länderspiel. Sein nächstes Turnier war hier dann später noch der U20-Afrika-Cup 2021, wo er ein Gruppenspiel wie auch ein Halbfinale leitete.
Anfang 2023 leitete er dann noch drei Partien bei der Afrikanischen Nationenmeisterschaft 2022 sowie ein paar Partien in der Qualifikation für den Afrika-Cup 2024. Im Sommer folgte noch ein Einsatz beim U-23-Afrika-Cup 2023, sowie zum Ende des Jahres noch eine Nominierung für die U17-Weltmeisterschaft 2023, wo er nebst zwei Gruppenspielen auch das Achtelfinale zwischen Spanien und Japan leitete.